# Still Blowin'
Albums de Too $hort
Get off the Stage
(2007) Respect the Pimpin'
(2010)
Still Blowin' est le quinzième album studio de Too $hort, sorti le 6 avril 2010.
L'album s'est classé 70e au Top R&B/Hip-Hop Albums.

## Liste des titres
| No  | Titre                                             | Durée |
| --- | ------------------------------------------------- | ----- |
| 1.  | Maggot Brain (featuring Silk E)                   | 3:52  |
| 2.  | I'm Gone                                          | 3:54  |
| 3.  | I Want That                                       | 2:57  |
| 4.  | Fed Up (featuring Kool Ace)                       | 3:35  |
| 5.  | Player Card (featuring Shanell)                   | 4:37  |
| 6.  | Still Blowin'                                     | 4:15  |
| 7.  | All for Love (featuring Town Bizness)             | 3:24  |
| 8.  | I'm a Pimp (featuring Earl Hayes)                 | 3:43  |
| 9.  | Checking My Hoes (featuring Birdman et Jazze Pha) | 4:10  |
| 10. | Lil' Shorty                                       | 3:28  |
| 11. | International Player                              | 3:14  |
| 12. | Porno Bitch                                       | 3:37  |